# Bruno Ducati
Bruno Ducati (Bengasi, 27 marzo 1938) è un ex calciatore italiano, di ruolo portiere.

## Carriera
Dopo aver disputato 17 partite in Serie C con il Lecco (con cui ha ottenuto una promozione in Serie B) e 17 partite in Serie B con il Parma, il 19 ottobre 1958 ha esordito in Serie A in Milan-Alessandria (5-1); con la squadra rossonera ha vinto uno scudetto nella stagione 1958-1959 e due Tornei di Viareggio (1957 e 1959), restando in rosa per complessive tre stagioni, e senza disputare altre partite in Serie A dopo quella di esordio. Dal 1961 al 1963 gioca in Serie C con il Ravenna, disputando in totale 37 partite nell'arco di due campionati. Tra il 1963 ed il 1965 ha poi giocato 38 partite in Serie B con la maglia del Potenza alternandosi come titolare tra i pali con Luciano Masiero, per poi chiudere la carriera al Siracusa, con cui tra il 1965 ed il 1970 ha giocato in totale 109 incontri di campionato, divisi tra Serie C (tre stagioni) e Serie D (due stagioni, dal 1968 al 1970).

## Palmarès

### Club

#### Competizioni nazionali
- Campionato italiano: 1

Milan: 1958-1959

#### Competizioni giovanili
- Torneo di Viareggio: 2

Milan: 1957, 1959